# Gare de Chiltern Green
La gare de Chiltern Green est une gare ferroviaire anglaise, fermée, de la Ligne principale des Midlands (en), située à proximité du hameau New Mill End, près du pont de la Chiltern Green Road, sur le territoire de la Paroisse civile de Hyde dans le comté du Bedfordshire.
Mise en service en 1868 par la compagnie Midland Railway (MR), elle est fermée en 1952 par manque de voyageurs.

## Situation ferroviaire
Établie à 112 mètres d'altitude, la gare de Chiltern Green est située sur la Ligne principale des Midlands (en), entre les gares de Luton Airport Parkway et de Harpenden.

## Histoire
La station Chiltern Green est mise en service le 13 juillet 1868 par la compagnie Midland Railway (MR), lorsqu'elle ouvre à l'exploitation le prolongement de sa ligne de chemin de fer. Établie au hameau de New Mill End elle est en concurrence avec la stationNew Mill End de la Great Northern Railway, ouverte en 1860 (elle sera renommée Luton Hoo en 1891) et distante d'environ 500 mètres.

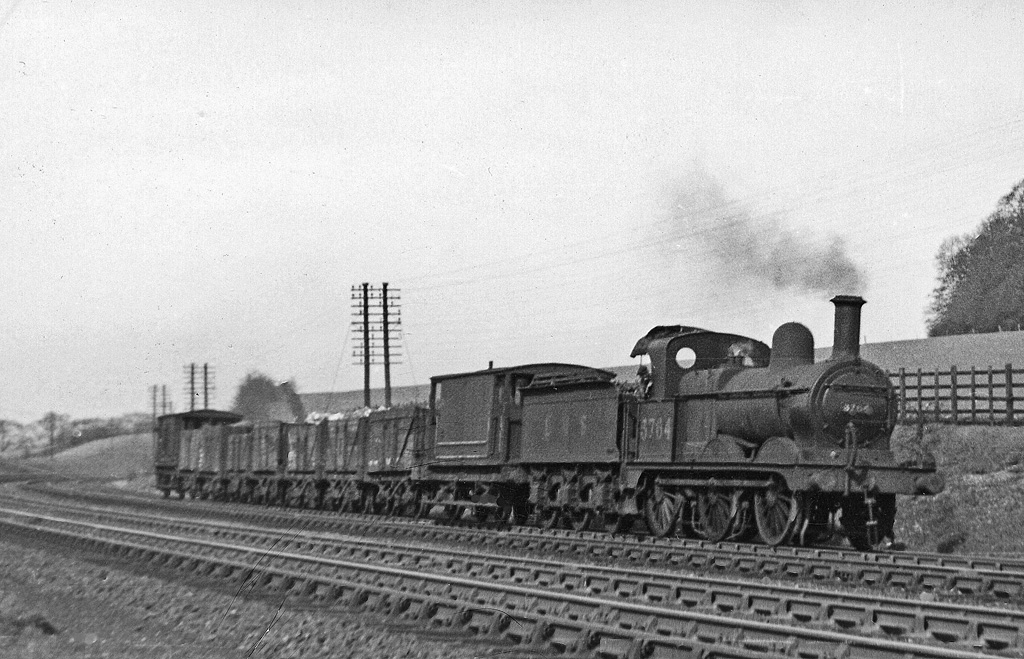
Un train passe près de la station vers 1950.

La gare de Chiltern Green est fermée au service des voyageurs le 7 avril 1952 du fait d'une baisse de sa fréquentation, mais elle est toujours ouverte au service des marchandises qui était déjà sa principale activité. Elle est totalement fermée en 1967.

## Patrimoine ferroviaire
L'ancien bâtiment de la gare est devenu une habitation privée.